# Edsele
Edsele – miejscowość (småort) w Szwecji w gminie Sollefteå w regionie Västernorrland. Około 163 mieszkańców.